# زنگنه (فسا)
زنگنه روستایی است که در بخش ششده  و در ۶۵ کیلومتری جاده قدیم فسا-داراب واقع شده‌است.
درآمد غالب مردم روستا وابسته به کشاورزی، دامداری و باغداری است.
زبان غالب در این منطقه ترکی و عربی است اما مردم این روستا اصالتی کرد تبار داشته و از ایلات زنگنه هستند که در زمان های دور به دشت قره بلاغ از توابع شهرستان فسا مهاجرت کرده اند
آثار باستانی این روستا زیارتگاه دو کناری و قلعه دختر می‌باشد که سال های بسیار زیادی قدمت دارند

## جمعیت
جمعیت روستا طبق آمار سال۱۳۸۵، ۲۸۵۱ نفر بوده‌است که تعداد ۱۴۴۸ نفر زن و ۱۴۰۳ نفر از آنان مرد بوده‌اند.